# فرانچسکو کاموسو
فرانچسکو کاموسو (ایتالیایی: Francesco Camusso; ۹ مارس ۱۹۰۸ – ۲۳ ژوئن ۱۹۹۵) دوچرخه‌سوار اهل ایتالیا بود.